# Bukovec (kraj pilzneński)
Bukovec – miejscowość i gmina (obec) w Czechach, w kraju pilzneńskim, w powiecie Pilzno Południe. W 2022 roku liczyła 124 mieszkańców.